# Daniel Böhm
Pour les articles homonymes, voir Böhm.
Daniel Böhm, né le 16 juin 1986 à Clausthal-Zellerfeld, est un biathlète allemand, champion olympique et champion du monde en relais.

## Carrière
Chez les juniors, il monte sur plusieurs podiums aux Championnats du monde de la catégorie en 2006 et 2007. Il est aussi vice-champion champion d'Europe de l'individuel chez les juniors en 2006.
Il a démarré en Coupe du monde, en janvier 2009 à Oberhof, où il marque ses premiers points avec une 29e place sur le sprint. Deux mois plus tard, il monte sur son premier podium en se classant deuxième de l'individuel de Vancouver. Durant la saison 2010-2011, il est présent sur deux relais allemands victorieux en Coupe du monde, à Antholz et Presque Isle. Entre 2009 et 2012, Böhm amasse un total de cinq titres aux Championnats d'Europe, dont ceux de la poursuite en 2009, du sprint en 2010 et de la poursuite en 2012.
Aux Jeux olympiques de Sotchi 2014, Böhm décroche initialement la médaille d'argent dans l'épreuve du relais (4 × 7,5 km), en compagnie de Erik Lesser, Arnd Peiffer et Simon Schempp. Il y est aussi dixième de l'individuel. Dix ans plus tard, en 2024, Böhm et l'Allemagne échangent l'argent contre l'or et sont sacrés champions olympiques de relais 2014 à la suite de la disqualification des Russes pour dopage.
En 2015, alors qu'il affiche son meilleur résultat au classement général de la Coupe du monde, 18e, il devient champion du monde de relais à Kontiolahti avec la même équipe qu'aux Jeux olympiques de Sotchi.
Il prend sa retraite sportive en 2016 pour devenir policier fédéral.

## Palmarès

### Jeux olympiques
| Épreuve / Édition           | Individuel | Sprint | Poursuite | Départ en masse | Relais                         | Relais mixte |
| Jeux olympiques 2014 Sotchi | 10e        | —      | —         | —               | Médaille d'or, Jeux olympiques | Disqualifié, |

Légende :
- : première place, médaille d'or
- : deuxième place, médaille d'argent
- : troisième place, médaille de bronze
- — : Non disputée par Böhm

### Championnats du monde
| Épreuve / Édition | Khanty-Mansiïsk 2011 | Kontiolahti 2015     |
| Individuel        | 28e                  | 11e                  |
| Sprint            | —                    | —                    |
| Poursuite         | —                    | —                    |
| Mass-start        | —                    | —                    |
| Relais            | —                    | Médaille d'or, monde |
| Relais mixte      | —                    | 6e                   |

Légende :
- : première place, médaille d'or
- : deuxième place, médaille d'argent
- : troisième place, médaille de bronze
- — : Non disputée par Böhm

### Coupe du monde
- Meilleur classement général : 18e en 2015.
- 1 podium individuel : 1 deuxième place.
- 6 podiums en relais : 3 victoires, 1 deuxième place et 2 troisièmes places.
- 1 podium en relais mixte : 1 victoire.
- 1 podium en relais mixte simple : 1 troisième place.

#### Classements en Coupe du monde
| Saison    | Classement général final | Individuel | Sprint | Poursuite | Mass start |
| 2008-2009 | 59e                      | 23e        | 57e    | nc        |            |
| 2009-2010 | 80e                      |            | 71e    | nc        |            |
| 2010-2011 | 41e                      | 56e        | 37e    | 31e       | 36e        |
| 2011-2012 | 52e                      | 48e        | 53e    | 47e       |            |
| 2012-2013 | 59e                      | -          | 59e    | 61e       | 39e        |
| 2013-2014 | 22e                      | 7e         | 28e    | 23e       | 18e        |
| 2014-2015 | 18e                      | 13e        | 15e    | 16e       | 24e        |
| 2015-2016 | 67e                      | nc         | 62e    | 61e       |            |

### Championnats d'Europe
- Médaille d'or de la poursuite en 2009 à Oufa.
- Médaille d'argent du relais en 2009.
- Médaille d'or du sprint et du relais en 2010 à Otepää.
- Médaille d'or de l'individuel et du relais en 2012 à Osrblie.
- Médaille de bronze de la poursuite en 2012.

### Championnats du monde junior
| Épreuve / Édition | Presque Isle 2006         | Martell-Val Martello 2007 |
| Individuel        | 38e                       | 4e                        |
| Sprint            | 11e                       | Médaille d'argent, monde  |
| Poursuite         | 6e                        | Médaille d'argent, monde  |
| Relais            | Médaille de bronze, monde | Médaille d'or, monde      |

### Championnats d'Europe junior
- Médaille d'argent de l'individuel et du relais en 2006.

### IBU Cup
- 2e du classement général en 2013.
- 20 podiums individuels, dont 3 victoires.